# 巴拉杜里约阿祖尔
巴拉杜里约阿祖尔是巴西南大河州的一个市镇。总面积147.571平方公里，总人口2035人，人口密度13.8人/平方公里。